# 守口市立佐太小学校
守口市立佐太小学校（もりぐちしりつ さた しょうがっこう）は、大阪府守口市にある公立小学校。標準服を採用している。
「開かれた特色ある学校づくり」を目指し、地域の人や守口市人材バンクから紹介された人を特別講師として招いている。また校区内の老人施設との交流などもおこなっている。

## 沿革
- 1973年4月 - 守口市立庭窪小学校より分離開校

## 主な進学先
- 守口市立庭窪中学校

## 交通
- 地下鉄谷町線 大阪モノレール 大日駅から北東に約2km
- 京阪バス 佐太小学校前バス停または金田バス停下車